# Chéquia nos Jogos Olímpicos
A Chéquia/Tchéquia participou pela primeira vez dos Jogos Olímpicos como país independente em 1994, e participou de todas as edições dos Jogos Olímpicos de Verão e de Inverno desde então. Antes da dissolução da Tchecoslováquia em 1993, os atletas tchecos competiram nas Olimpíadas de 1920 a 1992 como Tchecoslováquia e de 1900 a 1912 como Boêmia.
Atletas da Chéquia ganharam um total de 33 medalhas nos Jogos de Verão, com a Canoagem, o Tiro Esportivo e o Atletismo sendo os esportes mais medalhados. O país também ganhou 10 medalhas nos Jogos de Inverno, com divisão das medalhas entre o time de Hóquei no gelo e Kateřina Neumannová, do Esqui cross-country.
O Comitê Olímpico Nacional da Chéquia é o Comitê Olímpico Tcheco, que foi fundado originalmente em 1899 e atualmente reconhecido pelo COI desde 1993.

## Quadro de Medalhas

### Medalhas por Jogos de Verão
| Jogos        | Ouro                          | Prata                         | Bronze                        | Total                         |                               |
| 1900–1912    | como Boémia                   | como Boémia                   | como Boémia                   | como Boémia                   | como Boémia                   |
| 1920–1992    | como parte da Tchecoslováquia | como parte da Tchecoslováquia | como parte da Tchecoslováquia | como parte da Tchecoslováquia | como parte da Tchecoslováquia |
| 1996 Atlanta | 4                             | 3                             | 4                             | 11                            |                               |
| 2000 Sydney  | 2                             | 3                             | 3                             | 8                             |                               |
| 2004 Atenas  | 1                             | 3                             | 4                             | 8                             |                               |
| 2008 Pequim  | 3                             | 3                             | -                             | 6                             |                               |
| Total        | 10                            | 12                            | 11                            | 33                            |                               |

### Medalhas por Jogos de Inverno
| Jogos               | Ouro                          | Prata                         | Bronze                        | Total                         |                               |
| 1924–1992           | como parte da Tchecoslováquia | como parte da Tchecoslováquia | como parte da Tchecoslováquia | como parte da Tchecoslováquia | como parte da Tchecoslováquia |
| 1994 Lillehammer    | 0                             | 0                             | 0                             | 0                             |                               |
| 1998 Nagano         | 1                             | 1                             | 1                             | 3                             |                               |
| 2002 Salt Lake City | 1                             | 2                             | 0                             | 3                             |                               |
| 2006 Turim          | 1                             | 2                             | 1                             | 4                             |                               |
| 2010 Vancouver      | 2                             | 0                             | 4                             | 6                             |                               |
| Total               | 5                             | 5                             | 6                             | 16                            |                               |

### Medalhas por Esportes de Verão
| Esporte          | Ouro | Prata | Bronze | Total |
| Canoagem         | 4    | 3     | 2      | 9     |
| Atletismo        | 4    | 1     | 3      | 8     |
| Tiro             | 2    | 3     | 3      | 8     |
| Tênis            | 0    | 1     | 1      | 2     |
| Boxe             | 0    | 1     | 0      | 1     |
| Remo             | 0    | 2     | 0      | 2     |
| Vela             | 0    | 1     | 0      | 1     |
| Pentatlo moderno | 0    | 0     | 1      | 1     |
| Triatlo          | 0    | 0     | 1      | 1     |
| Total            | 10   | 12    | 11     | 33    |

### Medalhas por Esportes de Inverno
| Esporte                 | Ouro | Prata | Bronze | Total |
| Esqui cross-country     | 1    | 5     | 3      | 9     |
| Hóquei no gelo          | 1    | 0     | 1      | 2     |
| Esqui estilo livre      | 1    | 0     | 0      | 1     |
| Patinação de velocidade | 2    | 0     | 1      | 3     |
| Esqui alpino            | 0    | 0     | 1      | 1     |
| Total                   | 5    | 5     | 6      | 16    |

## Ver Também
- Checoslováquia nos Jogos Olímpicos
- Boêmia nos Jogos Olímpicos
- Categoria:Competidores Olímpicos da República Checa